# Đồng Hỷ (xã)
Đồng Hỷ là một xã thuộc tỉnh Thái Nguyên, Việt Nam.

## Địa lý
Xã Đồng Hỷ có vị trí địa lý:
- Phía đông giáp xã Văn Hán
- Phía tây giáp xã Vô Tranh và phường Quan Triều
- Phía nam giáp phường Linh Sơn
- Phía bắc giáp xã Quang Sơn, xã Văn Lăng và xã Vô Tranh.

Xã Đồng Hỷ có diện tích 53,72 km², dân số năm 2025 là 31.012 người. Khu vực được định hướng phát triển xây dựng đô thị, thương mại, dịch vụ, công nghiệp, nông nghiệp ứng dụng công nghệ cao và du lịch. Khu vực có dự án chăn nuôi công nghệ cao với quy mô diện tích khoảng 300 ha; thu hút đầu tư cụm công nghiệp Minh Tiến với quy mô diện tích khoảng 30 ha. Hạ tầng giao thông của xã có các tuyến đường quốc lộ 1B, quốc lộ 17, đường vành đai 1. Trên địa bàn xã có sông Cầu và phụ lưu là sông Linh Nham.
Trên địa bàn xóm Luông có 2,7 ha rừng lim xanh tự nhiên, một diện tích rừng quý hiếm ít ỏi còn lại ở Thái Nguyên.

## Lịch sử
Tiến sĩ Dương Ức, quê ở xã Hóa Trung, đỗ tiến sĩ khoa thi năm Tân Sửu 1541.
Núi Voi nằm một phần trên địa bàn xã là nơi nhà Mạc từng làm căn cứ để chiến đấu với quân nhà Lê - Trịnh vào năm 1573-1574. Trong Chiến tranh Đông Dương, từ năm 1947 núi Voi là căn cứ hậu cần của quân đội. Hang Dê là nơi cất giấu vũ khí, đạn dược của Cục Quân giới; các hang đá trong núi là bệnh viện dã chiến của Cục Quân y. Trong những năm Hoa Kỳ oanh tạc miền Bắc Việt Nam, núi Voi vừa là căn cứ hậu cần, vừa là nơi đặt sở Chỉ huy của bộ đội phòng không, là nơi sơ tán của nhân dân.
Năm 1958, thị trấn Núi Voi và tiểu khu Chiến Thắng trực thuộc thị xã Thái Nguyên được thành lập từ một phần đất của các xã Đồng Bẩm, Cao Ngạn và Hóa Thượng thuộc huyện Đồng Hỷ.
Thị trấn nông trường Sông Cầu được thành lập từ năm 1967, trực thuộc Bộ Nông nghiệp và Phát triển nông thôn, với mục đích khai phá đất đai, phát triển cây chè. Một khu vực đồi núi hoang vu trở thành vùng sản xuất chè chuyên canh phục vụ cho nhu cầu tiêu dùng trong nước và xuất khẩu.
Năm 2011, giải thể thị trấn nông trường Sông Cầu; nhân khẩu do thị trấn nông trường quản lý được chuyển giao về xã Quang Sơn quản lý. Đồng thời, thành lập thị trấn Sông Cầu trên cơ sở điều chỉnh 10,3839 km² diện tích tự nhiên và 4.052 nhân khẩu của xã Quang Sơn.
Năm 2017, thị trấn Chùa Hang được chuyển về thành phố Thái Nguyên quản lý. Do thị trấn Chùa Hang là huyện lị, tỉnh Thái Nguyên cho xây dựng khu hành chính mới của huyện Đồng Hỷ tại xã Hoá Thượng trong giai đoạn 2017-2020.
Năm 2023, Ủy ban Thường vụ Quốc hội ban hành nghị quyết thành lập thị trấn Hóa Thượng trên cơ sở toàn bộ 13,38 km² diện tích tự nhiên và 13.871 người của xã Hóa Thượng.
Tháng 6 năm 2025, xã Đồng Hỷ được thành lập trên cơ sở nhập toàn bộ diện tích tự nhiên, quy mô dân số của thị trấn Hóa Thượng (diện tích tự nhiên là 13,39 km²; dân số là 14.406 người); thị trấn Sông Cầu (diện tích tự nhiên là 10,21 km²; dân số là 3.971 người); xã Minh Lập (diện tích tự nhiên là 18,22 km²; dân số là 7.342 người) và xã Hóa Trung (diện tích tự nhiên là 11,90 km²; dân số là 5.293 người) của huyện Đồng Hỷ. Trụ sở làm việc của xã sử dụng một phần trụ sở UBND huyện Đồng Hỷ cũ.

## Hành chính

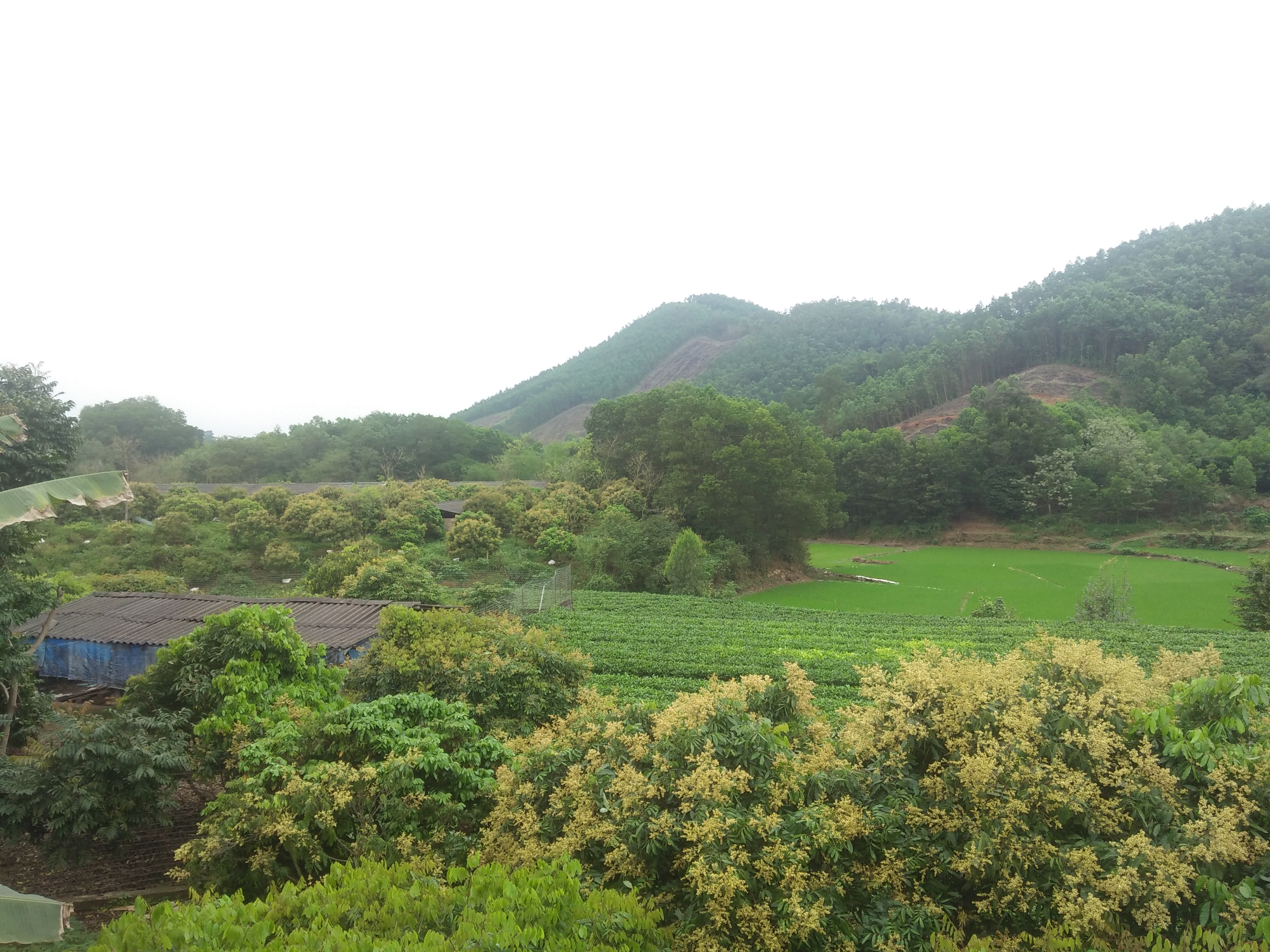
Nhiều loại cây trồng trên địa bàn xã Đồng Hỷ, 2020

Đến năm 2005, xã Hóa Thượng được chia thành 17 xóm: Văn Hữu, Luông, Vải, Sơn Thái, Tướng Quân, Việt Cường, Sông Cầu 2, Sông Cầu 3, Sơn Cầu, Đồng Thái, Đồng Thịnh, An Thái, Tam Thái, Tân Thái, Ấp Thái, Hưng Thái, Gò Cao. Năm 2019, sáp nhập xóm Sông Cầu 2 vào xóm Tướng Quân, sáp nhập xóm Sông Cầu 3 vào xóm Việt Cường, sáp nhập hai xóm Sơn Cầu và Sơn Thái thành xóm Sơn Quang.
Đến năm 2005, xã Hóa Trung được chia thành 13 xóm: Cầu Mánh, Đồng Chăn, Đồng Tẻ, Hang Cô, La Đành,Đội 13, La Thông, La Vương, Làng Lậm, Mới, Phúc Thành, Na Long, Trung Thần. Năm 2018, sáp nhập xóm Cầu Mánh vào xóm Trung Thần, sáp nhập xóm Đồng Tẻ vào xóm La Vương, sáp nhập xóm Mới vào xóm La Đành, sáp nhập hai xóm Đồng Chăn và Hang Cô vào xóm La Thông.
Đến năm 2005, thị trấn Sông Cầu được chia thành 11 xóm: 4, 5, 7, 8, 9, 11, 12, La Mao, Liên Cơ, Tân Lập, Tân Tiến. Năm 2019, sáp nhập tổ dân phố Tân Lập và một phần tổ dân phố Tân Tiến thành tổ dân phố 1, sáp nhập tổ dân phố Liên Cơ và phần còn lại của tổ dân phố Tân Tiến thành tổ dân phố 2, sáp nhập ba tổ dân phố 4, 11, La Mao thành tổ dân phố 3, sáp nhập ba tổ dân phố 7, 9, 12 thành tổ dân phố 4, đổi tên tổ dân phố 8 thành tổ dân phố 6.
Đến năm 2005, xã Minh Lập được chia thành 19 xóm: Ao Sơn, Bà Đanh 1, Bà Đanh 2, Cà Phê 1, Cà Phê 2, Cầu Mơn 1, Cầu Mơn 2, Đoàn Kết, Gốc Đa, Hang Ne, La Dịa, La Đòa, Làng Chu, Na Ca, Sông Cầu, Tân Lập, Theo Cày, Trại Cài 1, Trại Cài 2. Năm 2018, sáp nhập bốn xóm Cầu Mơn 1, Cầu Mơn 2, La Dịa, La Đòa thành xóm Bình Minh, sáp nhập hai xóm Hang Ne và Trại Cài 2 thành xóm Minh Tiến, sáp nhập hai xóm Trại Cài 1 và Sông Cầu thành xóm Trại Cài, sáp nhập hai xóm Cà Phê 1 và Cà Phê 2 thành xóm Cà Phê, sáp nhập bốn xóm Ao Sơn, Đoàn Kết, Làng Chu, Theo Cày thành xóm Minh Lý, sáp nhập ba xóm Na Ca, Gốc Đa, Tân Lập thành xóm Bình Ca, sáp nhập hai xóm Bà Đanh 1 và Bà Đanh 2 thành xóm An Bình.

## Kinh tế - xã hội
Trên địa bàn xã có một phần mỏ đá Núi Voi. Ngoài ra, Bộ Tư lệnh Quân khu 1 đóng trên địa bàn của xã Đồng Hỷ.
Xã có sản phẩm miến Việt Cường, được làm từ dong riềng tía mua từ tỉnh Bắc Kạn cũ. Xã Hóa Trung cũ là một trong những nơi trồng nhiều cây vải thiều.
Xã Minh Lập cũ có vùng Chè Trại Cài, trong xã có trên 90% số hộ trồng chè với trên 400 ha chè kinh doanh, chủ yếu là giống chè trung du vào năm 2011. Nền kinh tế của thị trấn Sông Cầu cũ phụ thuộc chủ yếu vào các nhà máy và các hộ trồng chè trên địa bàn.